# Зенит-3Ф
„Зенит-3Ф“, също „Зенит-3СЛБФ“ и „Зенит-2СБ/Фрегат“ е украинска ракета носител от семейство „Зенит“, проектирана от Конструкторско бюро Южное.
Изстрелвания се извършват от космодрума в Байконур от площадка 45/1. Ракетата е съставена от Зенит-2СБ (Зенит-2) като базов компонент с горна степен ускорителен блок Фрегат, разработен от руския НПО Лавочкин, на мястото на Блок-ДМ използван при ракети Зенит-3СЛ и 3СЛБ.
Първото изстрелване на Зенит-3Ф е извършено на 20 януари 2011 г. Товарът е метеорологичен спътник Електро-Л. При второто изстрелване е изведен изкуствено спътник за радио-астрономия Спектър-Р на 18 юли 2011 г.